# كونكلين (نيويورك)
كونكلين (بالإنجليزية: Conklin, New York)‏ هي بلدة أمريكية تقع في الولايات المتحدة في مقاطعة بروم، نيويورك. يقدر عدد سكانها بـ 5,441 نسمة ومساحتها 64.5 كم2 وترتفع عن سطح البحر 355 متر.

## أعلام
- جيم ويتني